# Tony Wilson (Snookerspieler)
Tony Wilson (* 12. Februar 1964) ist ein ehemaliger Snookerspieler von der Isle of Man, der zwischen 1988 und 1995 für sieben Saisons Profispieler war. In dieser Zeit erreichte er das Achtelfinale eines Events der Turnierserie WPBSA Non-Ranking, zweimal die Runde der letzten 32 eines Ranglistenturnieres und Rang 70 der Snookerweltrangliste. Zuvor hatte er noch als Amateur ein Event der WPBSA Pro Ticket Series und sein Spiel bei den Professional Play-offs 1988 gewonnen.

## Karriere
1986/1987 nahm Wilson an der WPBSA Pro Ticket Series teil und gewann gegen Craig Edwards das erste Event. Anschließend siegte er gegen Derek Mienie in den Professional Play-offs 1988, womit er zur 1988/89 Profispieler wurde. Während der ersten beiden Saisons, in denen er vor allem bei der WPBSA Non-Ranking-Turnierserie Erfolg hatte, erreichte er vereinzelt auch die Hauptrunden von Ranglistenturnieren, so die Runde der letzten 32 bei den European Open 1989 und den British Open 1990. Dadurch wurde er nach zwei Saisons auf Rang 70 geführt, der besten Platzierung seiner Karriere. Trotz einiger weiterer Hauptrundenteilnahmen, die erneut von Erfolgen bei Turnieren ohne Weltranglisteneinfluss begleitet wurden, rutschte Wilson binnen der anschließenden zwei Saisons auf Platz 106, verbesserte sich dann aber wieder auf Rang 80, da er in der Saison 1992/93 die finale Qualifikationsrunde der Snookerweltmeisterschaft erreicht hatte. Zuvor hatte er einen nicht gänzlich erfolglosen Ausflug auf die deutsche Amateurtour gemacht. Nach einer weiteren Profisaison, weniger als ein Fünftel seiner Spiele hatte gewinnen können, verzichtete er auf weitere Profipartien. Abgerutscht auf Rang 134, beendete er Mitte 1995 nach sieben Spielzeiten seine Profikarriere.

## Erfolge
| Ausgang         | Jahr | Turnier                                 | Finalgegner   | Ergebnis |
| --------------- | ---- | --------------------------------------- | ------------- | -------- |
| Amateurturniere |      |                                         |               |          |
| Sieger          | 1986 | WPBSA Pro Ticket Series 88/89 – Event 1 | Craig Edwards | 5:4      |
| Sieger          | 1988 | Professional Play-offs                  | Derek Mienie  | 10:8     |